# Ascalobyas machadoi
Ascalobyas machadoi är en insektsart som beskrevs av Penny 1982. Ascalobyas machadoi ingår i släktet Ascalobyas och familjen fjärilsländor. Inga underarter finns listade i Catalogue of Life.